# Arkanoid Live y Arkanoid Plus!
Arkanoid Live! (アルカノイド Live! Arukanoido Live!?) y Arkanoid Plus! (アルカノイド Plus! Arukanoido Plus!?) son dos videojuegos de tipo Breakout de la compañía Taito publicados en 2009 como remakes de Arkanoid, el videojuego de 1986 para arcade. Arkanoid Live fue publicado en el servicio de descargas Xbox Live Arcade para Xbox 360 en todo el mundo en 6 de mayo de 2009, y Arkanoid Plus, para WiiWare, apareció en Japón en 26 de mayo de 2009, en Unión Europea en 21 de agosto de 2009 y en Estados Unidos en 28 de septiembre de 2009.
- Datos: Q18397997